# ScyllaDB
ScyllaDB はオープンソースの分散NoSQLワイドカラムデータストアの一つである。Apache Cassandraと互換性のあるよう設計されると同時に大幅に高いスループットと低いレイテンシーを実現している。Cassandraと同じプロトコル (CQL及びThrift) 及び同じファイル形式 (SSTable) をサポートするものの、完全に書き直された実装となっており、Cassandra で採用されている Java言語 の代わりに C++20 言語を使用しているほか、スレッド、共有メモリ、マップトファイルのような古典的Linuxプログラミング技術を置き換えるSeastar非同期プログラミングライブラリを使用している。Cassandraのプロトコルを実装することに加えて ScyllaDB は Amazon DynamoDB API も実装している。
ScyllaDB は各ノードでシャード設計を使用しており、これは各CPUコアがデータ中の異なるサブセットを処理することを意味している。CPUコアはデータを共有せず、必要な時に明示的に通信する仕組みとなっている。ScyllaDB の作者らはこの設計が近代的なNUMA SMPマシンでの遥かに良いパフォーマンスの記録と、多コアでの非常に良いスケールを可能にすると主張している。彼らは単一マシンで200万リクエスト毎秒という数値を測定したこともあり、また ScyllaDB クラスタはサイズが10倍の Cassandra クラスタと同じくらいのリクエストを処理でき、より低いレイテンシでそれが可能であると主張している。独立したテストではこのような10倍ものスループット向上を常に認めることはできず、時には2倍などの小さな速度向上しか測定されないこともあった。サムスンによる2017年のベンチマークではハイエンドマシンにおいて10倍もの速度向上が観測され、このベンチマークでは24コアマシンのクラスタ上において YCSB のワークロードに応じて10から37倍の範囲で ScyllaDB が Cassandra を凌駕したと報告している。
ScyllaDB はオンプレミス、大手パブリッククラウド提供者、または DBaaS (ScyllaDB Cloud) で提供されている。

## 歴史
ScyllaDB は2014年12月にOSvの製作で知られていたベンチャー企業 Cloudius Systems (後の ScyllaDB Inc.) によって開始された。ScyllaDBは2015年9月にAGPLの下でオープンソースとしてリリースされた。ScyllaDB Inc.の従業員は引き続きScyllaを支持する主要なコーダーとなっているが、その開発は公開されており、パブリックなGitHubリポジトリとメーリングリストを使用している。

## 採用例
- Discord - 72ノードの ScyllaDB で177ノードの Cassandra を置き換えた[8]。